# Канамара-мацури

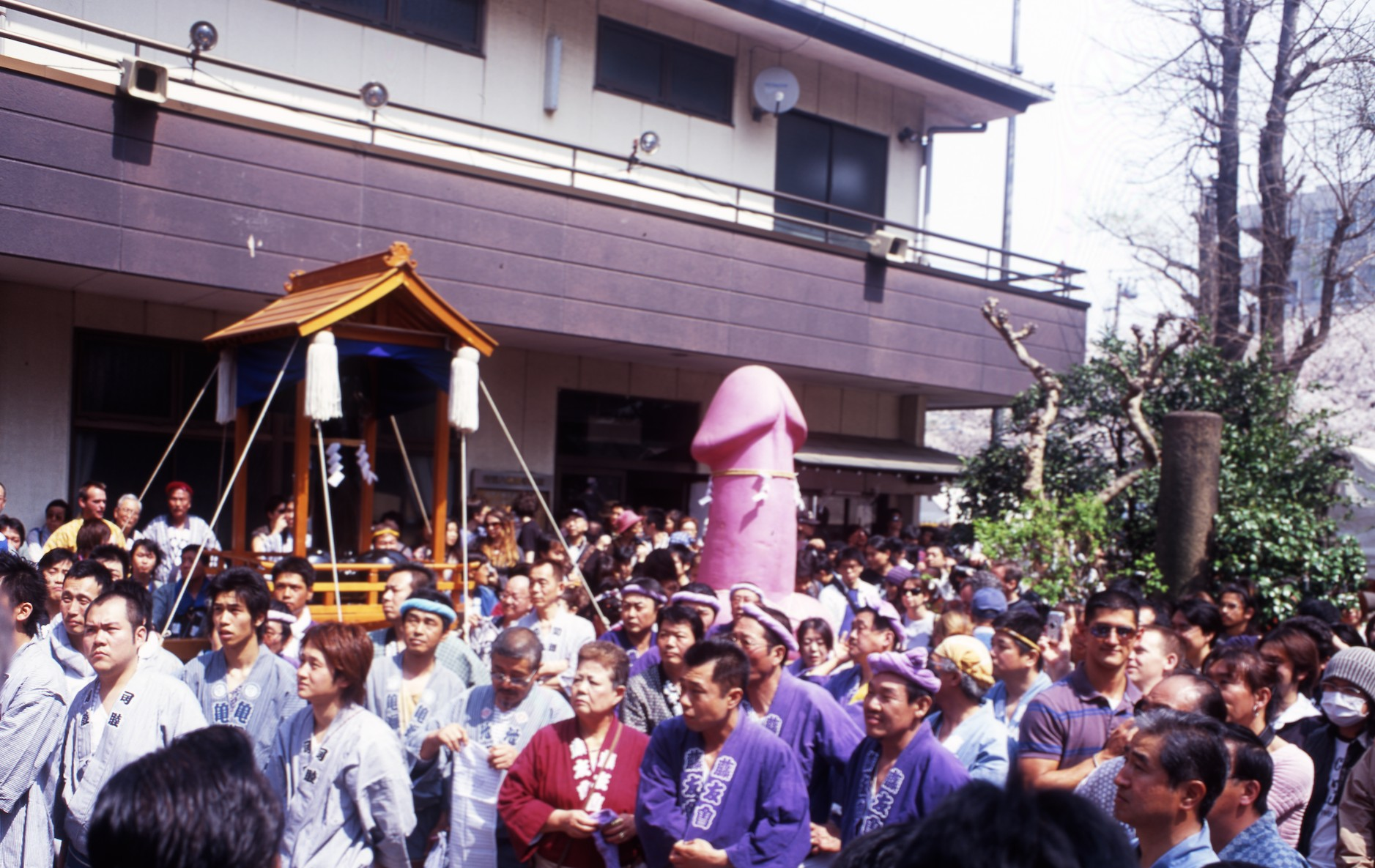
На Фестивале 2007 года

Канамара-мацури (яп. かなまら祭り, «Фестиваль железных пенисов») — синтоистский праздник, отмечаемый ежегодно в первое воскресенье апреля в храме Канаяма японского города Кавасаки.

## Описание
Впервые праздник начали отмечать в период Эдо (1603—1868), тогда проститутки просили у святыни успеха в их труде и защиты от сифилиса.
Центральной темой праздника являются три фаллоса разных цветов и размеров: самый крупный, розовый, высотой около 2,5 метра, выносят в божественном паланкине трансвеститы. В форме пенисов повсюду продаются леденцы, сувениры, их вырезают из дайкона и пр. Особую активность и ныне, как и века назад, проявляют проститутки, просящие у Пениса оберечь их от профессиональных заболеваний.
Все доходы от фестивалей передаются в фонды и организации, которые занимаются исследованием ВИЧ.
Согласно легенде, однажды зубастый демон спрятался в вагине юной девы, и откусил пенисы двум её женихам в первую брачную ночь. Тогда кузнец по её просьбе взялся выковать железный фаллос, о который демон свои зубы и сломал.